# 神野金之助 (2代目)

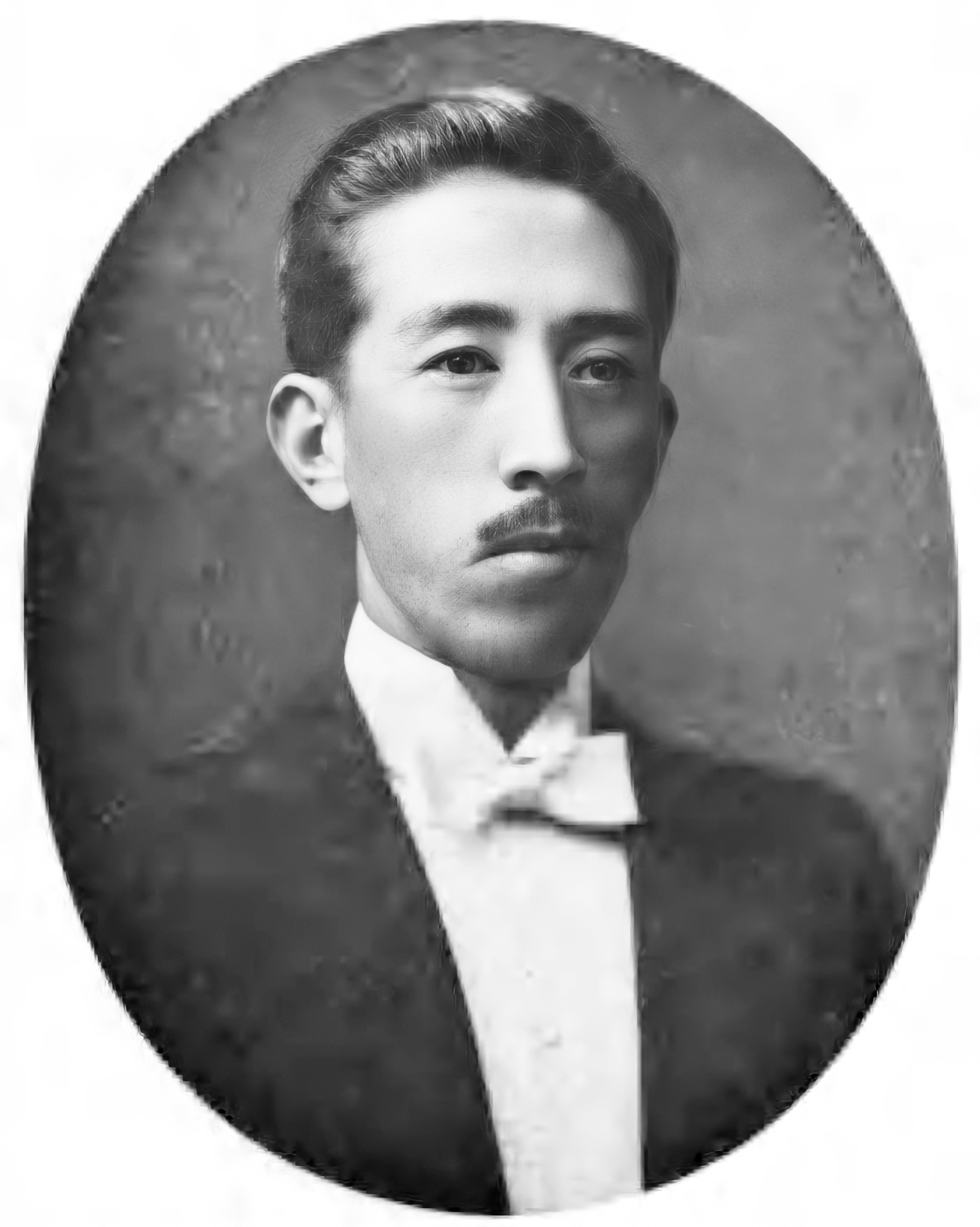

神野 金之助（かみの きんのすけ、1893年（明治26年）1月4日 - 1961年（昭和36年）10月23日）は、愛知県名古屋市中区出身の実業家。俳号・渓石。

## 人物
1893年（明治26年）1月4日、名古屋市中区鉄砲町生まれ。初代神野金之助の長男。幼名は金重郎、本名は重孝。第八高等学校を卒業したのち、京都帝国大学法学部に進学するも、中退した。その後、紅葉屋財閥の当主となる。
1923年（大正12年）、名古屋鉄道役員となり、1935年（昭和10年）副社長、1945年（昭和20年）社長となった。
1924年（大正13年）、名古屋無電放送として日本初の放送事業を出願し、1925年（大正14年）に社団法人名古屋放送局の設立に関わった。翌年、日本放送協会設立委員に就任する。
1950年（昭和25年）、日本放送協会経営委員に就任。
1954年（昭和29年）名古屋テレビ塔の建設や1958年（昭和33年）に東海テレビ放送設立に関わる。
1955年（昭和30年）日商副会頭に就任。
その他、名古屋製陶所・福壽生命・愛知時計電機・遠州電気鉄道・明治銀行・東邦ガス・愛知機械・名古屋空港ビルなど様々な役員を兼務した。
1961年（昭和36年）10月23日没。

## 著作
- 『矢車』枯野社、1925年。